# Schoepfia harrisii
Schoepfia harrisii là một loài thực vật thuộc họ Schoepfiacaceae. Theo truyền thống nó được coi là thuộc họ Olacaceae. Đây là loài đặc hữu của Jamaica.